# Rodrigo Conde
Rodrigo Conde Romero (Moaña, 3 settembre 1997) è un canottiere spagnolo.

## Biografia
Agli europei di Monao di Baviera 2022 ha vinto la medaglia d'argento nel due di coppia con Aleix García Pujolar, terminando dietro all'imbarcazione croata dei fratelli Martin e Valent Sinković.
Ai mondiali di Račice 2022  è salito nuovamente sul secondo gradino del podio con Aleix García Pujolar, questa volta alle spalle dei francesi Hugo Boucheron e Matthieu Androdias.

## Palmarès
- Mondiali

Račice 2022: argento nel due di coppia;
- Europei

Monao di Baviera 2022: argento nel due di coppia;